# Mieczysław Leitgeber
Mieczysław Antoni Leitgeber pseud. Mieczysław z Poznania (ur. 5 stycznia 1841 w Poznaniu  – zm. 6 listopada 1893 tamże) – polski księgarz, wydawca i pisarz.
Brat Jarosława Saturnina Leitgebera, ojciec Witolda Leitgebera.

## Życiorys
Księgarstwa uczył się w Poznaniu, Wilnie i Warszawie. W 1866 roku zdał egzamin rządowy uprawniający do samodzielnego wykonywania zawodu księgarza. 
W latach 1866–1884 prowadził w Poznaniu księgarnię wydawniczą, skład nut i wypożyczalnię książek. W latach 1869–1872 wydawał w Poznaniu jedyny wówczas w Wielkopolsce ilustrowany tygodnik literacki Sobótka. W latach 1867–1870 opracował i wydał Przegląd Bibliograficzny Piśmiennictwa Polskiego W 1884 roku, z powodu trudności finansowych, odsprzedał swoją ksiegarnię bratu Jarosławowi.
W latach 1885–1889 prowadził księgarnię wydawniczą w Ostrowie Wielkopolskim. Z jego inicjatywy wydawano w 1888 roku pierwsze w Ostrowie polskie czasopismo - Pomoc, mające zawierać głównie teksty dotyczące historii państwa polskiego, wiersze, opowiadania historyczne, bajki, powiastki.
W 1889, z powodu trudności finansowych, powrócił do Poznania, gdzie zmarł i został pochowany na cmentarzu Zasłużonych Wielkopolan.
Wydawał głównie czasopisma i popularne książki dla ludu i młodzieży. Napisał pod pseudonimem "Mieczysław z Poznania" 9 powieści ludowych i opowiadań. Opublikował także kilkanaście spisów katalogów i przeglądów biograficznych oraz samouczek języka polskiego i rosyjskiego dla Niemców. Jako pisarz i wydawca propagował niezbędny w obronie kultury narodowej solidaryzm międzystanowy.